# باشگاه فوتبال پرث گلوری
باشگاه فوتبال پرث گلوری (به انگلیسی: Perth Glory Football Club) یک باشگاه فوتبال استرالیایی است که در شهر پرث در استرالیای غربی قرار دارد. این باشگاه در سال ۱۹۹۵ تأسیس شده‌است. این باشگاه هم‌اکنون در ای-لیگ بازی می‌کند.